# Rise from Treason
Rise from Treason — дебютний EP шведського гурту The Resistance, виданий 24 січня 2013 року лейблом EarMusic. Запис матеріалу відбувся протягом кінця 2012 року у Got Milk? Studio (Стокгольм) та TR HQ (Гетеборг). Мастеринг диску здійснено у Hammer Studios.
Обкладинка релізу була розроблена Мікаелою Баркенше на основі фотографії Роберта Вестіна.

## Список пісень
| #  | Назва               | Автор слів | Автор музики                   | Тривалість |
| -- | ------------------- | ---------- | ------------------------------ | ---------- |
| 1. | «My Fire»           | Аро        | Стрьомблад                     | 3:04       |
| 2. | «Face to Face»      | Аро        | Юнгстрем                       | 4:00       |
| 3. | «Rise from Treason» | Аро        | Стрьомблад                     | 2:35       |
| 4. | «Slugger»           | Аро        | Баркенше, Стрьомблад, Юнгстрем | 3:01       |

## Склад гурту
- Марко Аро — вокал
- Єспер Стремблад — гітара, бас-гітара
- Гленн Юнгстрем — гітара
- Крістофер Баркенше — ударні